# ناحية ميمند
ناحية ميمند (بالفارسية: بخش میمند) هي ناحية من نواحي في مقاطعة فيروز آباد، محافظة فارس، إيران. في تعداد عام 2006م، كان عدد سكانها 25,765 في 5,948 عائلة. في الناحية مدينة واحدة: مدينة ميمند. وثلاث أقسام ريفية: قسم دادنجان الريفي، قسم خواجه‌اي الريفي ، قسم برزيتون الريفي.